# Trichogramma sibiricum
Trichogramma sibiricum är en stekelart som beskrevs av Sorokina 1980. Trichogramma sibiricum ingår i släktet Trichogramma och familjen hårstrimsteklar. Inga underarter finns listade i Catalogue of Life.